# 坦佩雷
坦佩雷（芬蘭語：Tampere），是芬兰皮尔坎马区的城市及该区的区府。面积为689.59平方公里，2023年人口数量为255,066人。该市为芬兰主要交通枢纽之一，亦以「世界桑拿之都」自稱。

## 历史
坦佩雷原为一个小市场，1775年由瑞典国王古斯塔夫三世所建，四年后正式建城。到19世纪下半叶，坦佩雷已经成为芬兰最主要的工业中心，集中了全国几乎一半的工业，号称“北方的曼彻斯特”。

## 地理
坦佩雷位于芬兰西南部，南距赫尔辛基170公里。全市位于两个湖之间，由于两湖有18米的落差，所以水力为坦佩雷提供了主要的动力来源，直到今日，水力发电还是该市重要的电力来源之一。
坦佩雷市西側接鄰諾基亞市，為世界著名流動電話生產商諾基亞公司的诞生地。

## 教育
本地的小学教育主要用芬兰语教学，但该市也有一些特殊的双语小组，其中学生可以用芬兰语及一门第二语言（英语、法语或德语）来学习。除此之外还有一个私立瑞典语学校，涵括学前班至高中。
在坦佩雷有三所高校，共四万名学生：一所大学和两所应用科学大学。坦佩雷大学有超过两万名学生，及两个校区。该大学是由前坦佩雷大学及坦佩雷理工大学在2019年合并而成。坦佩雷大学也是坦佩雷应用科学大学的主要股东，该应用科学大学约有一万名学生。芬兰的专业警察学院也设于坦佩雷。
坦佩雷大学医院隶属于坦佩雷大学，作为34个医学专业的教学医院。

## 對外交通
坦佩雷-皮尔卡拉机场位于坦佩雷西南方向的皮尔卡拉市镇，距离坦佩雷市区约17公里。该机场开通了前往赫尔辛基、图尔库、奥卢等国内目的地以及斯德哥尔摩、哥本哈根、伦敦、法兰克福、米兰等欧洲目的地的航线。
坦佩雷火車站位於市中心旁，是芬蘭铁路系统的“十字路口”。北部拉普蘭地區南下首都赫尔辛基列車及中部內陸地區的列車都會經過坦佩雷。由首都赫尔辛基及西部港口城市图尔库乘芬蘭國鐵火車到坦佩雷車程分別約2小時及1.8小時。
另外坦佩雷與諾基亞市雖有火車連結，但班次疏落；相反坦佩雷市內有頻密的市營巴士服務連結兩地。

## 友好城市
- 羅馬尼亞 布拉索夫
- 德国 开姆尼茨
- 德国 埃森
- 立陶宛 考納斯
- 乌克兰 基辅
- 冰島 科帕沃于爾
- 林茨
- 波蘭 罗兹
- 匈牙利 米什科爾茨
- 俄羅斯 下諾夫哥羅德
- 瑞典 北雪平
- 丹麦 欧登塞
- 捷克 奧洛穆茨
- 美国 锡拉丘兹
- 爱沙尼亚 塔尔图市
- 挪威 特隆赫姆
- 加拿大 薩斯卡通